# Dominum et vivificantem
Dominum et vivificantem (česky: Pán a dárce života), o Duchu svatém v životě Církve a světa, je pátá encyklika papeže Jana Pavla II. Byla vyhlášena 18. května 1986. Jedná se o výklad role Ducha svatého v moderním světě a církvi a o využití spirituální modlitby k obnovení duchovního života. Tato rozsáhlá meditace o Duchu svatém završila papežovu trinitární trilogii encyklik, která zahrnuje Redemptor Hominis a Dives in Misericordia.
V roce 1986 papež Jan Pavel II. již očekával nové tisíciletí s jeho novými výzvami a také nové milosti, které Duch svatý udělí Církvi při oslavě Velkého jubilea, jímž začíná třetí tisíciletí křesťanství. Chtěl Církev na tyto věci připravit tím, že Božímu lidu poskytne větší povědomí a poznání Ducha svatého, a proto vydal encykliku 18. května, na slavnost Seslání Ducha svatého.